# Sommersgut
Sommersgut ist eine Ortschaft und eine Katastralgemeinde der Gemeinde Wenigzell im Bezirk Hartberg-Fürstenfeld in Steiermark. Die Ortschaft hat 331 Einwohner (Stand 1. Jänner 2024).

## Geografie
Die Streusiedlung befindet sich östlich von Wenigzell und besteht aus weiters aus den Rotten Im Winkl und In Baumgarten, den Streusiedlungen Am Rain, Gumpold, Im Graben (830 m ü. A.), In der Leiten, Mayerhof und Steinberg sowie einigen Einzellagen. Am 1. April 2020 umfasste die Streusiedlung 112 Adressen.

## Siedlungsentwicklung
Zum Jahreswechsel 1979/1980 befanden sich in der Katastralgemeinde Sommersgut insgesamt 143 Bauflächen mit 41.079 m² und 58 Gärten auf 43.754 m², 1989/1990 gab es 211 Bauflächen. 1999/2000 war die Zahl der Bauflächen auf 292 angewachsen und 2009/2010 bestanden 220 Gebäude auf 307 Bauflächen.

## Geschichte
Laut Adressbuch von Österreich waren im Jahr 1938 in Sommersgut ein Landesproduktehändler, zwei Mühlsteinerzeuger, vier Sägewerke, ein Schmied, zwei Schuster, ein Uhrmacher und zahllose Landwirte ansässig.

## Bodennutzung
Die Katastralgemeinde ist landwirtschaftlich geprägt. 588 Hektar wurden zum Jahreswechsel 1979/1980 landwirtschaftlich genutzt und 519 Hektar waren forstwirtschaftlich geführte Waldflächen. 1999/2000 wurde auf 538 Hektar Landwirtschaft betrieben und 552 Hektar waren als forstwirtschaftlich genutzte Flächen ausgewiesen. Ende 2018 waren 508 Hektar als landwirtschaftliche Flächen genutzt und Forstwirtschaft wurde auf 547 Hektar betrieben. Die durchschnittliche Bodenklimazahl von Sommersgut beträgt 26,1 (Stand 2010).